# Valdetorres de Jarama
Valdetorres de Jarama är en kommun i Spanien.  Den ligger i den autonoma regionen Madrid, i den centrala delen av landet, 30 km nordost om huvudstaden Madrid. Antalet invånare är 5 026 (2024).